# Notalina spira
Notalina spira là một loài Trichoptera trong họ Leptoceridae. Chúng phân bố ở miền Australasia.